# François-Valentin Mulot
François-Valentin Mulot, orthographié aussi Abbé Mullot, né le 29 octobre 1749 à Paris, mort le 9 juin 1804 dans la même ville, est un prêtre constitutionnel rousseauiste, curé rouge, bibliothécaire des chanoines de Saint Victor de l'Abbaye Saint-Victor de Paris, docteur en théologie, procureur général, et prieur de Saint-Victor en 1789, compromis un instant dans l’affaire du collier de la reine, membre de la Commune de Paris en 1789, de l’Assemblée législative, électeur de la section du Jardin-des-Plantes de la Constituante et de la Convention.

## Biographie
Mulot est d'abord l'auteur des notices qui accompagnent le recueil d'estampes gravées et éditées par François-Anne David (Paris, 1787-1788). 
Il gagne dès le début de la Révolution le parti jacobin, figurant dans les clubs, les électeurs, les communes. Prononçant le mercredi 2 septembre 1789 un Discours sur la Liberté à l'occasion de la cérémonie de la bénédiction des drapeaux du District  en l'église Saint-Nicolas-du-Chardonnet (paroisse où il prêtera le serment), église toute proche de l'Abbaye Saint-Victor, trois ans avant les massacres de Septembre de 1792, puis un Discours sur le serment civique prononcé le dimanche 14 février 1790, dans l'église de Notre-Dame de Paris, il prête le serment à la Constitution civile du clergé en 1791.
Il devient député à l'Assemblée nationale de Paris (où il demande la fermeture des maisons de jeu. C'est l'Abbé Mullot qui empêcha le départ de la famille royale de Paris)

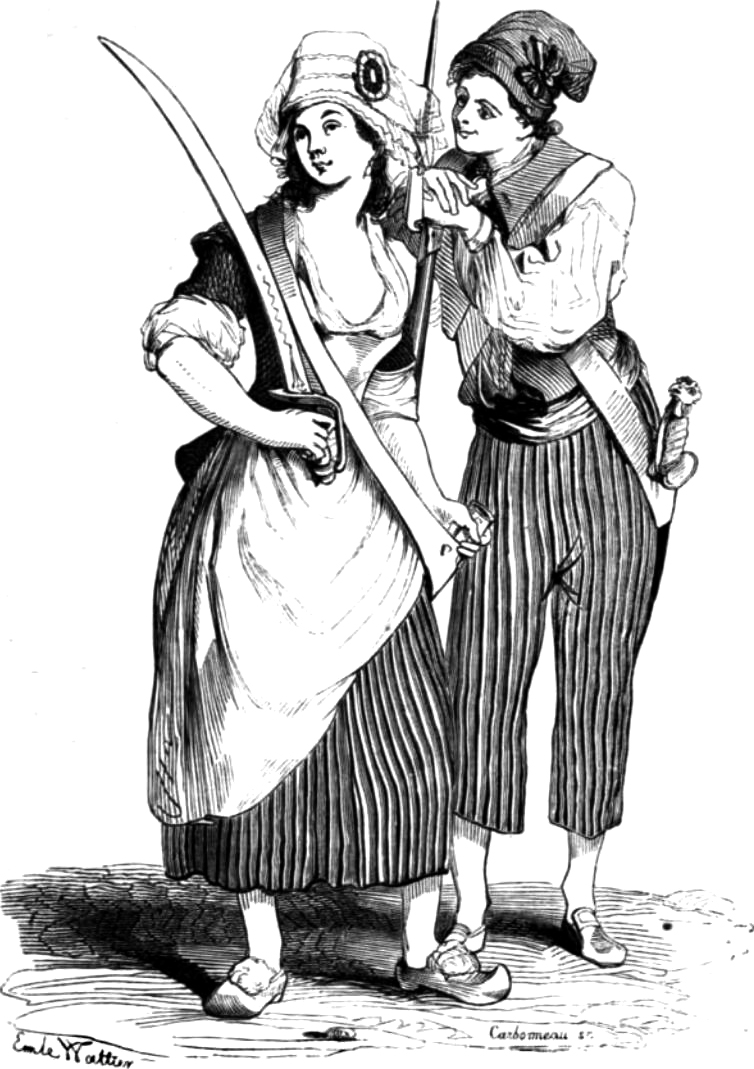

En 1792, il est nommé par le Roi à Uzès et Avignon conseiller médiateur dans le Comtat Venaissin : accusé du massacre par Mathieu Jouve Jourdan Coupe Tête qui avoue n'avoir agi que sous ses ordres, il se disculpe, et cette affaire n'est pas éclaircie ; mais plus tard, il ne parvient pas à faire le poids lorsqu'un député parle en faveur des assassins de la Glacière (massacre de la Glacière) : il ne parle alors que du costume religieux, symbole et signe « contre-révolutionnaire » (ce qui entraîne sa suppression immédiate : un ecclésiastique dépose sa croix d'or sur la table et un autre met sa calotte dans sa poche) et s'enfonce dans l'ombre. Il publie néanmoins en 1793 un Almanach des Sans-culottes  sous forme d'entretiens. Il finit ses jours le 9 juin 1804 à Paris (il meurt aux Tuileries, victime d'une apoplexie) après quelques années passées près de Mayence, où il se montre favorable aux idées liées à la Théophilanthropie, comme professeur de Belles Lettres (il traduisit les poèmes d'Anacréon et ses odes en 1801 et 1803 en 1796 et aussi Longus), s'étant marié.

## Annexe
Prestation du serment de la constitution civile du clergé en 1791 dans l'église Saint-Nicolas-du-Chardonnet : «  Le messe s'est chantée avec décence. Mais la foule augmentant à mesure qu'approchait le moment de la cérémonie, ce n'a plus été qu'un tumulte. L'abbé Mullot, le jureur et le receveur des jurements, s'est présenté avec ses collègues, ils ont été conduits au chœur. Tandis qu'ils y allaient, les prêtres officiant en sortaient pour se rendre à la sacristie se déshabiller. Aussitôt qu'ils y ont été, les portes se sont refermées sur eux et ils n'ont plus reparu.
Le Municipal a lu les décrets relatif au serment. Il s'est présenté un prêtre, mais un prêtre inconnu jusqu'alors qui a juré. Ensuite il a voulu faire un tout petit discours auquel on n'a rien compris, seulement j'ai entendu ses mots : Despotes, hélas! et patriotisme. Et puis c'est tout… Ce n'est pas tout pourtant, car l'Abbé Mulot est venu dans l’Œuvre dresser son procès-verbal. Là, nous lui avons dit que la moisson n'était pas belle. Il nous a répondu avec aménité : Messieurs, à chacun de voir. Ensuite il s'est décharpé, et puis, montant sur un banc, et il a dit au peuple, Messieurs tout est fini vous pouvez vous en aller » et le peuple s'en est allé. 
Pendant toute la journée, l'église, le séminaire et la maison curiale a été gardée avec le plus grand soin. » De Lignoux.

### Œuvres
- Essais de sermons prêchés à l'Hôtel-dieu de Paris, janvier 1782
- « Journal intime de l'Abbé Mulot (1777-1782) », Maurice Tourneux (éd.), Mémoires de la société de l’histoire de Paris et de l’Île de France, 29, 1902, p. 19-124. Numérisé sur gallica.
- Mémoire a consulter et consultation pour F. François-Valentin Mulot, docteur en théologie de la Faculté de Paris, chanoine régulier de l'Abbaye royale de Saint-Victor, accusé, contre le sieur Loque, bijoutier, & le sieur Vaucher, horloger, accusateurs, en présence du baron de Fages, du sieur Bette d'Etienville, & autres, et encore en présence de M. le procureur général. 1786, De l'imprimerie de Demonville  (A Paris)
- Discours sur le serment civique prononcé le dimanche 14 février 1790, dans l'église de Notre Dame en présence de l'Assemblée nationale, de celle de la commune, & de la Garde nationale-parisienne, par M. Mulot, Imprimerie Lottin, 1790
- La Sagesse humaine ou Arlequin Memnon, comédie mêlée de chant 2 Akte (14. Vendémiaire Jahr VI [1797] Paris, théâtre des jeunes artistes); Favart, Charles-Nicolas-Joseph-Justin et  Abbé François-Valentin Mulot
- GALLICA : Essai de poésies légères, par F.-V.  M***,   Mayence
- Les Etrennes du moment ou Almanach des Sans-culottes pour 1793
- Sur l'état de l'Instruction en France, 1796.
- Mémoire sur l'état actuel de nos bibliothèques, lu au Lycée des Arts, dans sa 50e séance, le 30 nivôse, an V (19 janvier 1797)
- Discours sur les qualités morales qui doivent distinguer les orateurs du barreau, lu à la séance publique de l'Académie de législation, le 2 pluviôse an XII, s. l. n.
- Mémoire à l'Assemblée nationale [sur la création des tribunaux de famille et les procès en adultère]
- Discours prononcé le dix floréal, an VII, à la fête des époux. Mulot, François-Valentin, 1799
- Éloge funèbre de François-Valentin Mulot, prononcé par M. Caille, ... dans la séance publique de l'Athénée des arts, le 9 frimaire an XIII  30 novembre 1804.